# キサンガニ
キサンガニ（Kisangani）は、コンゴ民主共和国の北東部に位置する交易都市。ツォポ州の州都である。人口は約160万人である。

## 歴史
古くからアラブ人の通商地であった。1882年に、探検家のヘンリー・スタンリーがキサンガニ宿駅の名で再建設し、1898年には彼にちなんで スタンリーヴィル（Stanleyville）と改称された。
1960年に、コンゴ動乱の際に反帝民族主義を掲げたルムンバ首相派の臨時政府が置かれたことがある。また、1964年9月には、コンゴ人民共和国の革命政府が国家樹立を宣言し、この地を首都としたものの、11月にはコンゴ民主共和国のカサブブ政府軍によって陥落した。
1966年に、旧名のキサンガニに戻された。

## 地名由来
「川の中」の意。

## 地理
コンゴ川（ザイール川）中流にあるボヨマ滝（スタンリー滝）の下流北岸に位置する。標高は415mである。

## 気候

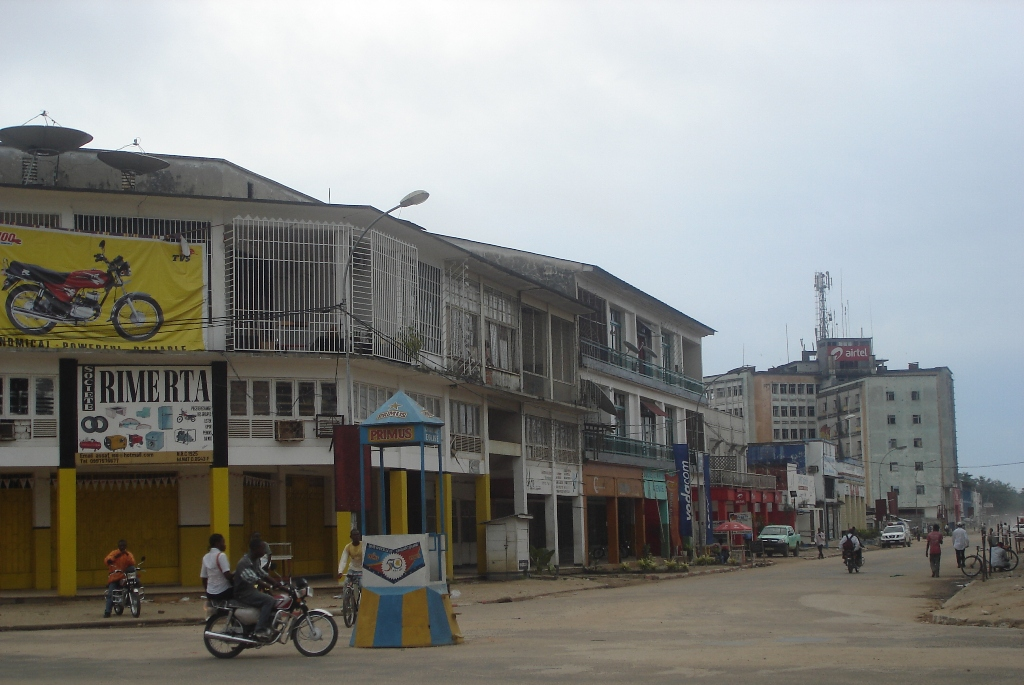
中心部

| キサンガニの気候                   | キサンガニの気候 | キサンガニの気候 | キサンガニの気候 | キサンガニの気候 | キサンガニの気候 | キサンガニの気候 | キサンガニの気候 | キサンガニの気候 | キサンガニの気候 | キサンガニの気候 | キサンガニの気候 | キサンガニの気候 | キサンガニの気候 |
| 月                                 | 1月              | 2月              | 3月              | 4月              | 5月              | 6月              | 7月              | 8月              | 9月              | 10月             | 11月             | 12月             | 年               |
| ---------------------------------- | ---------------- | ---------------- | ---------------- | ---------------- | ---------------- | ---------------- | ---------------- | ---------------- | ---------------- | ---------------- | ---------------- | ---------------- | ---------------- |
| 最高気温記録 °C （°F）             | 36 (97)          | 36 (97)          | 36 (97)          | 35 (95)          | 34 (93)          | 34 (93)          | 33 (91)          | 33 (91)          | 34 (93)          | 34 (93)          | 35 (95)          | 35 (95)          | 36 (97)          |
| 平均最高気温 °C （°F）             | 31 (88)          | 31 (88)          | 31 (88)          | 31 (88)          | 31 (88)          | 30 (86)          | 29 (84)          | 28 (82)          | 29 (84)          | 30 (86)          | 29 (84)          | 30 (86)          | 31 (88)          |
| 日平均気温 °C （°F）               | 26 (79)          | 26 (79)          | 26 (79)          | 26 (79)          | 26 (79)          | 25.5 (77.9)      | 24 (75)          | 24 (75)          | 24.5 (76.1)      | 25 (77)          | 24.5 (76.1)      | 25 (77)          | 25.2 (77.4)      |
| 平均最低気温 °C （°F）             | 21 (70)          | 21 (70)          | 21 (70)          | 21 (70)          | 21 (70)          | 21 (70)          | 19 (66)          | 20 (68)          | 20 (68)          | 20 (68)          | 20 (68)          | 20 (68)          | 19 (66)          |
| 最低気温記録 °C （°F）             | 17 (63)          | 18 (64)          | 17 (63)          | 18 (64)          | 18 (64)          | 18 (64)          | 17 (63)          | 17 (63)          | 17 (63)          | 18 (64)          | 18 (64)          | 16 (61)          | 16 (61)          |
| 雨量 mm （inch）                   | 53 (2.09)        | 84 (3.31)        | 178 (7.01)       | 158 (6.22)       | 137 (5.39)       | 114 (4.49)       | 132 (5.2)        | 165 (6.5)        | 183 (7.2)        | 218 (8.58)       | 198 (7.8)        | 84 (3.31)        | 1,620 (63.78)    |
| 平均月間日照時間                   | 187              | 170              | 187              | 180              | 187              | 150              | 124              | 125              | 150              | 186              | 150              | 155              | 1,951            |
| 出典：BBC Weather Centre Kisangani |                  |                  |                  |                  |                  |                  |                  |                  |                  |                  |                  |                  |                  |

## 行政区画
キサンガニはKisangani、Kabondo、Lubunga、Tshopo、Mangobo、Makisoの6つのコミューンからなる。

## 経済
コンゴ民主共和国において東部の重要な経済拠点である。

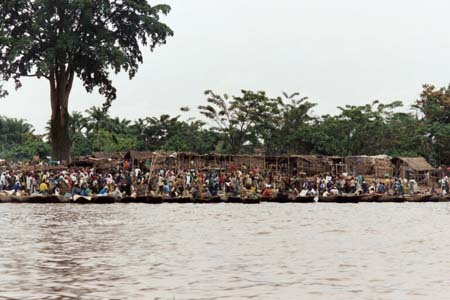
キサンガニの市場

## 交通

### 空港
- バンゴカ国際空港
- Simisini Air Base

### 河川交通
コンゴ川を使用した河川交通の終着点である。

### 鉄道
キサンガニ駅

### 道路
- トランス・アフリカ・ハイウェイ 8号線

## 教育
- キサンガニ大学（英語版）
- Université de Cepromad

## スポーツ
キサンガニにはいくつかのサッカーチームがある。
- CS Makiso
- TS Malekesa
- AS Nika

サッカースタジアムとしてStade Lumumbaがある。

## 出身者
- Georges Alula
- Jean Bamanisa Saïdi

## その他
ER緊急救命室の第9シーズンにおいて、主要登場人物の2名（ルカ・コバッチュとジョン・カーター）が非政府組織の一員としてキサンガニに着任し、医療奉仕活動に従事するエピソードがある。